# Ptilotus
Ptilotus là chi thực vật có hoa trong họ Amaranthaceae.

## Hình ảnh

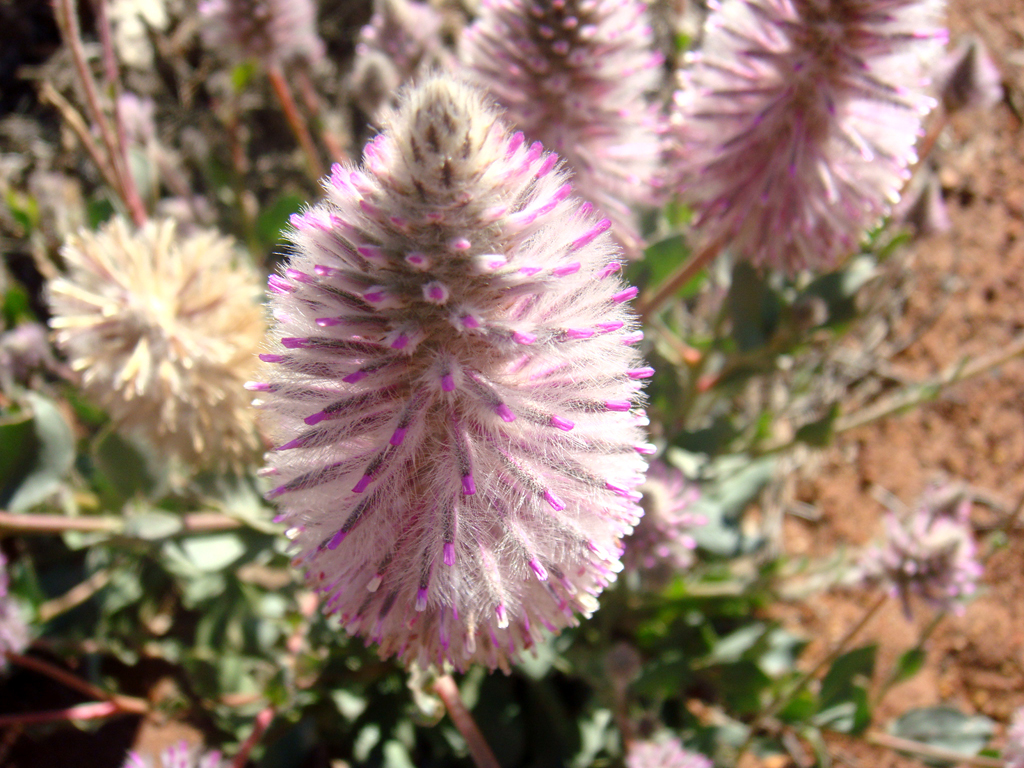
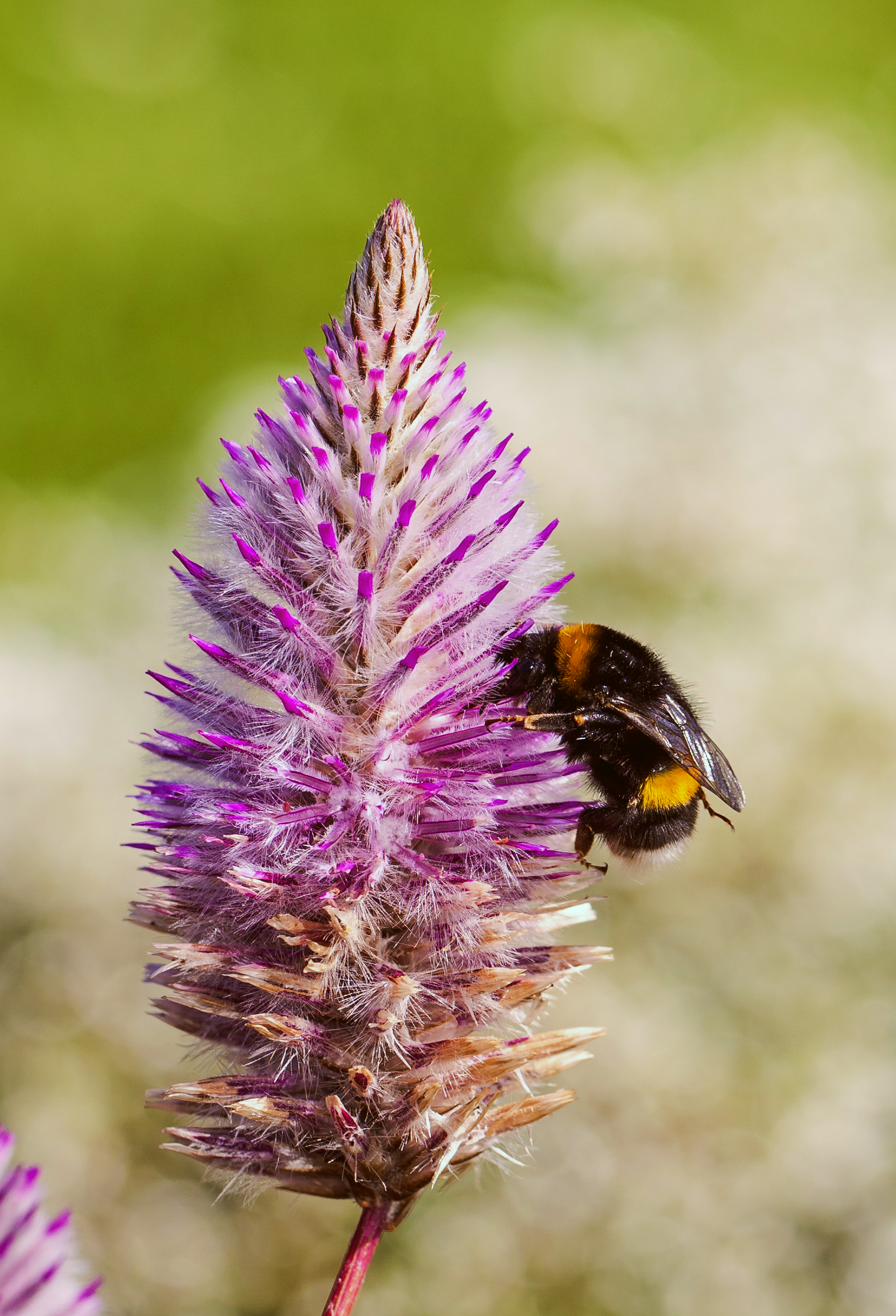
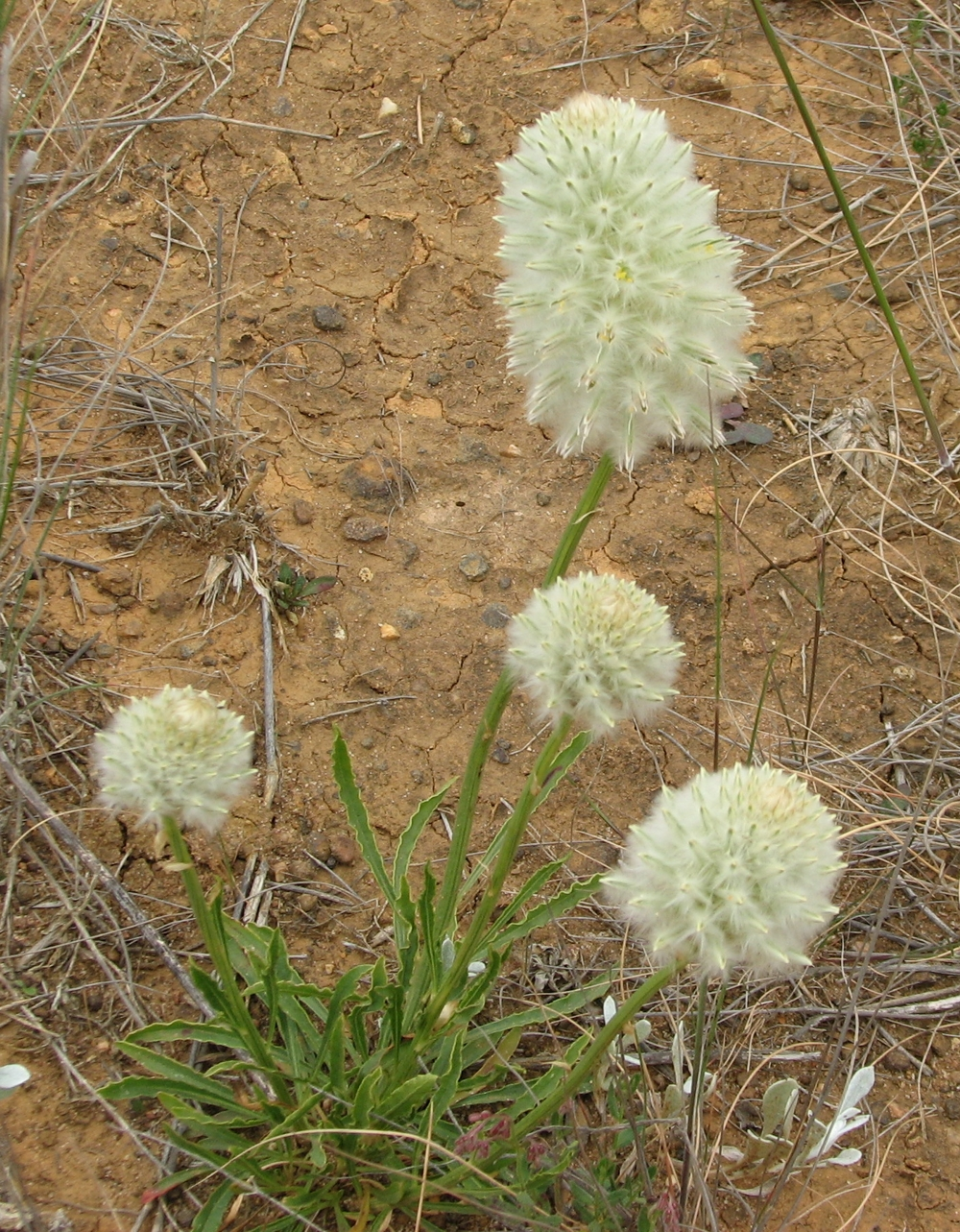
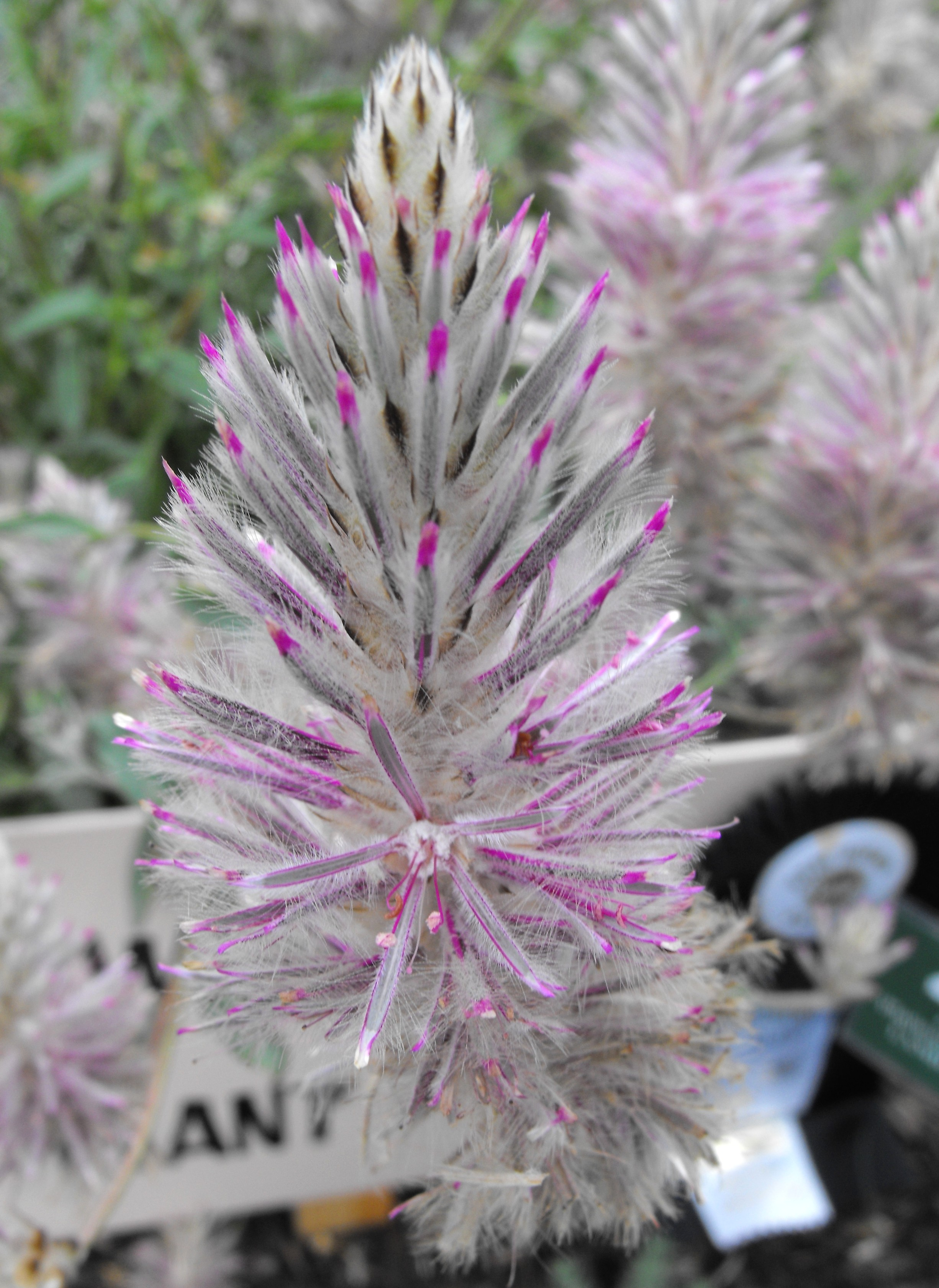